# Santa Maria de Veciana
Santa Maria de Veciana és una església de Veciana (Anoia) inclosa a l'Inventari del Patrimoni Arquitectònic de Catalunya.

## Descripció
Església d'una sola nau amb absis semicircular ornamentat amb una finestra d'arquivolta. Coberta amb arcades de mig punt sobre la qual es construí la teulada. Porta a la façana sud amb una triple arquivolta de les que destaca la central decorada amb dibuixos de llaçades. Una de les impostes és d'escacada i l'altre té dibuixos geomètrics. S'ha de dir que els capitells i les columnes són moderns. El campanar és d'espadanya i al davant del tester un atri, ambdós moderns. Està envoltada pel l'edifici de la rectoria i té adossat el cementiri.
Actualment està en fase de restauració que posa en valor els elements romànics (s'ha eliminat el sobrealçat de l'absis) i s'han substituït carreus i s'ha fet la teulada de nou.

## Història
La parròquia de Sta. Maria tingué la jurisdicció senyorial de gairebé la meitat de les terres del terme fins al segle xix. N'era sufragània la de Sant Pere de Montfalcó.
En el darrer terç del segle xii es va fer una reconstrucció i a mitjans del segle xvii es va esfondrar la volta i la teulada. Aleshores s'hi feu una volta gòtica superficial per damunt de l'original d'arc de mig punt.